# Войта
Войта (рум. Voita) — село у повіті Долж в Румунії. Входить до складу комуни Брабова.
Село розташоване на відстані 215 км на захід від Бухареста, 34 км на захід від Крайови.

## Населення
За даними перепису населення 2002 року у селі проживали 30 осіб, усі — румуни. Усі жителі села рідною мовою назвали румунську.